# Liste der Naturdenkmale in Wolfschlugen
| Naturdenkmale | Anzahl |
| ------------- | ------ |
| FND           | 3      |
| END           | 3      |
| Gesamt        | 6      |

Die Liste der Naturdenkmale in Wolfschlugen nennt die verordneten Naturdenkmale (ND) der im baden-württembergischen Landkreis Esslingen liegenden Gemeinde Wolfschlugen. In Wolfschlugen gibt es insgesamt sechs als Naturdenkmal geschützte Objekte, davon drei flächenhafte Naturdenkmale (FND) und drei Einzelgebilde-Naturdenkmale (END).
Stand: 31. Oktober 2016.

## Flächenhafte Naturdenkmale (FND)
| Name                                     | Bild | Kennung     | Einzelheiten                     | Position | Fläche Hektar | Datum         |
| ---------------------------------------- | ---- | ----------- | -------------------------------- | -------- | ------------- | ------------- |
| Feldgehölze im Gewann Horb               |      | 81160734404 | Wolfschlugen                     | ⊙        | 0,2           | 22. Okt. 1993 |
| Felsengruppe und Wasserfall im Döbelwald |      | 81160493219 | Nürtingen, Wolfschlugen, Aichtal | ⊙        | 4,7           | 20. Feb. 1995 |
| Feuchtgebiet am Bitzlenbach              |      | 81160734405 | Wolfschlugen                     | ⊙        | 1,0           | 22. Okt. 1993 |
| Legende für Naturdenkmal                 |      |             |                                  |          |               |               |

## Einzelgebilde (END)
| Name                     | Bild | Kennung     | Einzelheiten | Position | Fläche Hektar | Datum         |
| ------------------------ | ---- | ----------- | ------------ | -------- | ------------- | ------------- |
| 1 Linde                  |      | 81160734401 | Wolfschlugen | ⊙        | 0,0           | 25. Aug. 1983 |
| 1 Schwarzerle            |      | 81160734402 | Wolfschlugen | ⊙        | 0,0           | 25. Aug. 1983 |
| 1 Walnußbaum             |      | 81160734403 | Wolfschlugen | ⊙        | 0,0           | 25. Aug. 1983 |
| Legende für Naturdenkmal |      |             |              |          |               |               |